# Rivne, Pîreatîn
Rivne (în ucraineană Рівне) este un sat în comuna Oleksandrivka din raionul Pîreatîn, regiunea Poltava, Ucraina.

## Demografie
Componența lingvistică a localității Rivne
     Ucraineană (86,02%)
     Rusă (9,68%)
     Română (2,15%)
     Belarusă (1,08%)
Conform recensământului din 2001, majoritatea populației localității Rivne era vorbitoare de ucraineană (86,02%), existând în minoritate și vorbitori de rusă (9,68%), română (2,15%) și belarusă (1,08%).